# Incontri ufficiali della nazionale maschile di calcio di Cipro

## 1998 - 2014
| Data              | Città       | Partita                | Risultato | Marcatori                                        | Allenatore           | Note                         |
| ----------------- | ----------- | ---------------------- | --------- | ------------------------------------------------ | -------------------- | ---------------------------- |
| 19 agosto 1998    | Nicosia     | Cipro-Albania          | 3-2       | Engomitis, Ioakeim, Ioannou                      | Panayiotis Georgiou  | amichevole                   |
| 5 settembre 1998  | Larnaca     | Cipro-Spagna           | 3-2       | Engomitis, Gogic, Spoljaric                      | Panayiotis Georgiou  | qualificazioni europei 2000  |
| 10 ottobre 1998   | Larnaca     | Cipro-Austria          | 0-3       |                                                  | Panayiotis Georgiou  | qualificazioni europei 2000  |
| 18 novembre 1998  | Serravalle  | San Marino-Cipro       | 0-1       | Spoljaric                                        | Panayiotis Georgiou  | qualificazioni europei 2000  |
| 3 febbraio 1999   | Limassol    | Cipro-Belgio           | 0-1       |                                                  | Panayiotis Georgiou  | amichevole                   |
| 5 febbraio 1999   | Paralimni   | Cipro-Finlandia        | 2-1       | autorete, Papavasiliou                           | Panayiotis Georgiou  | amichevole                   |
| 10 febbraio 1999  | Limassol    | Cipro-San Marino       | 4-0       | Melanarkitis, Konstantinou (2), Christodoulou    | Panayiotis Georgiou  | qualificazioni europei 2000  |
| 16 marzo 1999     | Larnaca     | Cipro-Estonia          | 1-2       | Christodoulou                                    | Panayiotis Georgiou  | amichevole                   |
| 28 marzo 1999     | Ramat Gan   | Israele-Cipro          | 3-0       |                                                  | Panayiotis Georgiou  | qualificazioni europei 2000  |
| 18 agosto 1999    | Limassol    | Cipro-Romania          | 2-2       | Malekkos, Gocic                                  | Panayiotis Georgiou  | amichevole                   |
| 5 settembre 1999  | Limassol    | Cipro-Israele          | 3-2       | Engomitis, Spoljaric (2)                         | Stavros Papadopoulos | qualificazioni europei 2000  |
| 8 settembre 1999  | Badajoz     | Spagna-Cipro           | 8-0       |                                                  | Stavros Papadopoulos | qualificazioni europei 2000  |
| 10 ottobre 1999   | Vienna      | Austria-Cipro          | 3-1       | Kosta                                            | Stavros Papadopoulos | qualificazioni europei 2000  |
| 2 febbraio 2000   | Limassol    | Cipro-Lituania         | 2-1       | Konstantinou (2)                                 | Stavros Papadopoulos | amichevole                   |
| 4 febbraio 2000   | Nicosia     | Cipro-Armenia          | 3-2       | Melanarkitis, Špoljarić (2)                      | Stavros Papadopoulos | amichevole                   |
| 6 febbraio 2000   | Nicosia     | Cipro-Romania          | 3-2       | Okkas, Poyiatzis, Agathokleous                   | Stavros Papadopoulos | amichevole                   |
| 22 marzo 2000     | Nicosia     | Cipro-Iran             | 0-0       |                                                  | Stavros Papadopoulos | amichevole                   |
| 26 aprile 2000    | Costanza    | Romania-Cipro          | 2-0       |                                                  | Stavros Papadopoulos | amichevole                   |
| 15 agosto 2000    | Tirana      | Albania-Cipro          | 0-0       |                                                  | Stavros Papadopoulos | amichevole                   |
| 2 settembre 2000  | La Vella    | Andorra-Cipro          | 2-3       | Konstantinou (2), Agathokleous                   | Stavros Papadopoulos | qualificazioni mondiali 2002 |
| 9 ottobre 2000    | Nicosia     | Cipro-Olanda           | 0-4       |                                                  | Stavros Papadopoulos | qualificazioni mondiali 2002 |
| 15 novembre 2000  | Limassol    | Cipro-Andorra          | 5-0       | Okkas (2), Agathokleous, Hristodoulou, Špoljarić | Stavros Papadopoulos | qualificazioni mondiali 2002 |
| 26 febbraio 2001  | Nicosia     | Cipro-Lituania         | 1-2       | Yiasoumi                                         | Stavros Papadopoulos | amichevole                   |
| 28 febbraio 2001  | Nicosia     | Cipro-Ucraina          | 4-3       | Okkas, Engomitis, Malekkos, Haralambous          | Stavros Papadopoulos | amichevole                   |
| 24 marzo 2001     | Nicosia     | Cipro-Irlanda          | 0-4       |                                                  | Stavros Papadopoulos | qualificazioni mondiali 2002 |
| 28 marzo 2001     | Limassol    | Cipro-Estonia          | 2-2       | Konstantinou, Okkas                              | Stavros Papadopoulos | qualificazioni mondiali 2002 |
| 25 aprile 2001    | Eindhoven   | Olanda-Cipro           | 4-0       |                                                  | Stavros Papadopoulos | qualificazioni mondiali 2002 |
| 6 giugno 2001     | Lisbona     | Portogallo-Cipro       | 6-0       |                                                  | Stavros Papadopoulos | qualificazioni mondiali 2002 |
| 15 agosto 2001    | Tallinn     | Estonia-Cipro          | 2-2       | Konstantinou (2)                                 | Takis Haralambous    | qualificazioni mondiali 2002 |
| 5 settembre 2001  | Larnaca     | Cipro-Portogallo       | 1-3       | Konstantinou                                     | Takis Haralambous    | qualificazioni mondiali 2002 |
| 6 ottobre 2001    | Dublino     | Irlanda-Cipro          | 4-0       |                                                  | Takis Haralambous    | qualificazioni mondiali 2002 |
| 14 novembre 2001  | Atene       | Grecia-Cipro           | 1-2       | Okkas                                            | Takis Haralambous    | amichevole                   |
| 12 febbraio 2002  | Nicosia     | Cipro-Svizzera         | 1-1       | Konstantinou                                     | Momčilo Vukotić      | amichevole                   |
| 13 febbraio 2002  | Nicosia     | Cipro-Repubblica Ceca  | 3-4       | Yiasoumi, Ioakeim, Konstantinou                  | Momčilo Vukotić      | amichevole                   |
| 15 maggio 2002    | Rodi        | Grecia-Cipro           | 3-1       | Nikolaou                                         | Momčilo Vukotić      | amichevole                   |
| 21 agosto 2002    | Belfast     | Irlanda del Nord-Cipro | 0-0       |                                                  | Momčilo Vukotić      | amichevole                   |
| 7 settembre 2002  | Nicosia     | Cipro-Francia          | 1-2       | Okkas                                            | Momčilo Vukotić      | qualificazioni europei 2004  |
| 20 novembre 2002  | Nicosia     | Cipro-Malta            | 2-1       | Rauffmann, Okkaridis                             | Momčilo Vukotić      | qualificazioni europei 2004  |
| 29 gennaio 2003   | Larnaca     | Cipro-Grecia           | 1-2       | Konstantinou                                     | Momčilo Vukotić      | amichevole                   |
| 12 febbraio 2003  | Limassol    | Cipro-Russia           | 0-1       |                                                  | Momčilo Vukotić      | amichevole                   |
| 13 febbraio 2003  | Larnaca     | Cipro-Slovacchia       | 1-3       | Rauffmann                                        | Momčilo Vukotić      | amichevole                   |
| 29 marzo 2003     | Limassol    | Cipro-Israele          | 1-1       | Rauffmann                                        | Momčilo Vukotić      | qualificazioni europei 2004  |
| 2 aprile 2003     | Lubiana     | Slovenia-Cipro         | 4-1       | Konstantinou                                     | Momčilo Vukotić      | qualificazioni europei 2004  |
| 30 aprile 2003    | Palermo     | Israele-Cipro          | 2-0       |                                                  | Momčilo Vukotić      | qualificazioni europei 2004  |
| 7 giugno 2003     | La Valletta | Malta-Cipro            | 1-2       | Konstantinou (2)                                 | Momčilo Vukotić      | qualificazioni europei 2004  |
| 6 settembre 2003  | Saint-Denis | Francia-Cipro          | 5-0       |                                                  | Momčilo Vukotić      | qualificazioni europei 2004  |
| 11 ottobre 2003   | Limassol    | Cipro-Slovenia         | 2-2       | Georgiou, Yiasoumi                               | Momčilo Vukotić      | qualificazioni europei 2004  |
| 18 febbraio 2004  | Achnas      | Cipro-Bielorussia      | 0-2       |                                                  | Momčilo Vukotić      | amichevole                   |
| 19 febbraio 2004  | Nicosia     | Cipro-Georgia          | 3-1       | Haralambidis (2), Elia                           | Momčilo Vukotić      | amichevole                   |
| 21 febbraio 2004  | Larnaca     | Cipro-Kazakistan       | 2-1       | Haralambidis, Mihail                             | Momčilo Vukotić      | amichevole                   |
| 19 maggio 2004    | Nicosia     | Cipro-Giordania        | 0-0       |                                                  | Momčilo Vukotić      | amichevole                   |
| 18 agosto 2004    | Nicosia     | Cipro-Albania          | 2-1       | Konstantinou (2)                                 | Momčilo Vukotić      | amichevole                   |
| 4 settembre 2004  | Dublino     | Irlanda-Cipro          | 3-0       |                                                  | Momčilo Vukotić      | qualificazioni mondiali 2006 |
| 8 settembre 2004  | Ramat Gan   | Israele-Cipro          | 2-1       | Konstantinou                                     | Momčilo Vukotić      | qualificazioni mondiali 2006 |
| 9 ottobre 2004    | Nicosia     | Cipro-Isole Faroe      | 2-2       | Konstantinou, Okkas                              | Momčilo Vukotić      | qualificazioni mondiali 2006 |
| 13 ottobre 2004   | Nicosia     | Cipro-Francia          | 0-2       |                                                  | Momčilo Vukotić      | qualificazioni mondiali 2006 |
| 17 novembre 2004  | Nicosia     | Cipro-Israele          | 1-2       | Okkas                                            | Momčilo Vukotić      | qualificazioni mondiali 2006 |
| 8 febbraio 2005   | Limassol    | Cipro-Austria          | 1-1       | Haralambidis                                     | Aggelos Anastasiadis | amichevole                   |
| 9 febbraio 2005   | Nicosia     | Cipro-Finlandia        | 1-2       | Mihail                                           | Aggelos Anastasiadis | amichevole                   |
| 26 marzo 2005     | Nicosia     | Cipro-Giordania        | 2-1       | Haralambidis, Okkas                              | Aggelos Anastasiadis | amichevole                   |
| 30 marzo 2005     | Zurigo      | Svizzera-Cipro         | 1-0       |                                                  | Aggelos Anastasiadis | qualificazioni mondiali 2006 |
| 13 agosto 2005    | Limassol    | Cipro-Iraq             | 2-1       | Yiasoumi (2)                                     | Aggelos Anastasiadis | amichevole                   |
| 17 agosto 2005    | Toftir      | Isole Faroe-Cipro      | 0-3       | Konstantinou (2), Krassas                        | Aggelos Anastasiadis | qualificazioni mondiali 2006 |
| 7 settembre 2005  | Nicosia     | Cipro-Svizzera         | 1-3       | Aloneftis                                        | Aggelos Anastasiadis | qualificazioni mondiali 2006 |
| 8 ottobre 2005    | Nicosia     | Cipro-Irlanda          | 0-1       |                                                  | Aggelos Anastasiadis | qualificazioni mondiali 2006 |
| 12 ottobre 2005   | Saint-Denis | Francia-Cipro          | 4-0       |                                                  | Aggelos Anastasiadis | qualificazioni mondiali 2006 |
| 16 novembre 2005  | Limassol    | Cipro-Galles           | 1-0       | Mihail                                           | Aggelos Anastasiadis | amichevole                   |
| 28 febbraio 2006  | Larnaca     | Cipro-Slovenia         | 0-1       |                                                  | Aggelos Anastasiadis | amichevole                   |
| 1º marzo 2006     | Limassol    | Cipro-Armenia          | 2-0       | Okkas, Mihail                                    | Aggelos Anastasiadis | amichevole                   |
| 16 agosto 2006    | Constanta   | Romania-Cipro          | 2-0       |                                                  | Aggelos Anastasiadis | amichevole                   |
| 2 settembre 2006  | Bratislava  | Slovacchia-Cipro       | 6-1       | Yiasoumi                                         | Aggelos Anastasiadis | qualificazioni europei 2008  |
| 7 ottobre 2006    | Nicosia     | Cipro-Irlanda          | 5-2       | Konstantinou (2), Garpozis, Haralambidis (2)     | Aggelos Anastasiadis | qualificazioni europei 2008  |
| 11 ottobre 2006   | Cardiff     | Galles-Cipro           | 3-1       | Okkas                                            | Aggelos Anastasiadis | qualificazioni europei 2008  |
| 15 novembre 2006  | Nicosia     | Cipro-Germania         | 1-1       | Okkas                                            | Aggelos Anastasiadis | qualificazioni europei 2008  |
| 6 febbraio 2007   | Limassol    | Cipro-Ungheria         | 2-1       | Yiasoumi, Okkas                                  | Aggelos Anastasiadis | amichevole                   |
| 7 febbraio 2007   | Nicosia     | Cipro-Bulgaria         | 0-3       |                                                  | Aggelos Anastasiadis | amichevole                   |
| 24 marzo 2007     | Nicosia     | Cipro-Slovacchia       | 1-3       | Aloneftis                                        | Aggelos Anastasiadis | qualificazioni europei 2008  |
| 28 marzo 2007     | Liberec     | Repubblica Ceca-Cipro  | 1-0       |                                                  | Aggelos Anastasiadis | qualificazioni europei 2008  |
| 22 agosto 2007    | Serravalle  | San Marino-Cipro       | 0-1       | Okkas                                            | Aggelos Anastasiadis | qualificazioni europei 2008  |
| 8 settembre 2007  | Achna       | Cipro-Armenia          | 3-1       | Mihail, Okkas, Konstantinou                      | Aggelos Anastasiadis | amichevole                   |
| 12 settembre 2007 | Nicosia     | Cipro-San Marino       | 3-0       | Makridis, Aloneftis (2)                          | Aggelos Anastasiadis | qualificazioni europei 2008  |
| 13 ottobre 2007   | Nicosia     | Cipro-Galles           | 3-1       | Okkas (2), Haralambidis                          | Aggelos Anastasiadis | qualificazioni europei 2008  |
| 17 ottobre 2007   | Dublino     | Irlanda-Cipro          | 1-1       | Okkaridis                                        | Aggelos Anastasiadis | qualificazioni europei 2008  |
| 17 novembre 2007  | Hannover    | Germania-Cipro         | 4-0       |                                                  | Aggelos Anastasiadis | qualificazioni europei 2008  |
| 21 novembre 2007  | Nicosia     | Cipro-Repubblica Ceca  | 0-2       |                                                  | Aggelos Anastasiadis | qualificazioni europei 2008  |
| 6 febbraio 2008   | Nicosia     | Cipro-Ucraina          | 1-1       | Aloneftis                                        | Aggelos Anastasiadis | amichevole                   |
| 19 maggio 2008    | Patrasso    | Grecia-Cipro           | 2-0       |                                                  | Aggelos Anastasiadis | amichevole                   |
| 20 agosto 2008    | Ginevra     | Svizzera-Cipro         | 4-1       | Makridis                                         | Aggelos Anastasiadis | amichevole                   |
| 6 settembre 2008  | Nicosia     | Cipro-Italia           | 1-2       | Aloneftis                                        | Aggelos Anastasiadis | qualificazioni mondiali 2010 |
| 11 ottobre 2008   | Tbilisi     | Georgia-Cipro          | 1-1       | Konstantinou                                     | Aggelos Anastasiadis | qualificazioni mondiali 2010 |
| 15 ottobre 2008   | Dublino     | Irlanda-Cipro          | 1-0       |                                                  | Aggelos Anastasiadis | qualificazioni mondiali 2010 |
| 19 novembre 2008  | Nicosia     | Cipro-Bielorussia      | 2-1       | Christofi, Avraam                                | Aggelos Anastasiadis | amichevole                   |
| 10 febbraio 2009  | Nicosia     | Cipro-Serbia           | 0-2       |                                                  | Aggelos Anastasiadis | amichevole                   |
| 11 febbraio 2009  | Nicosia     | Cipro-Slovacchia       | 3-2       | Marangos, Nikolaou, Okkas                        | Aggelos Anastasiadis | amichevole                   |
| 28 marzo 2009     | Larnaca     | Cipro-Georgia          | 2-1       | Konstantinou, Christofi                          | Aggelos Anastasiadis | qualificazioni mondiali 2010 |
| 1º aprile 2009    | Sofia       | Bulgaria-Cipro         | 2-0       |                                                  | Aggelos Anastasiadis | qualificazioni mondiali 2010 |
| 30 maggio 2009    | Larnaca     | Cipro-Canada           | 0-1       |                                                  | Aggelos Anastasiadis | amichevole                   |
| 6 giugno 2009     | Larnaca     | Cipro-Montenegro       | 2-2       | Konstantinou, Mihail                             | Aggelos Anastasiadis | qualificazioni mondiali 2010 |
| 12 agosto 2009    | Tirana      | Albania-Cipro          | 6-1       | Haralambidis                                     | Aggelos Anastasiadis | amichevole                   |
| 5 settembre 2009  | Nicosia     | Cipro-Irlanda          | 1-2       | Elia                                             | Aggelos Anastasiadis | qualificazioni mondiali 2010 |
| 9 settembre 2009  | Podgorica   | Montenegro-Cipro       | 1-1       | Okkas                                            | Aggelos Anastasiadis | qualificazioni mondiali 2010 |
| 10 ottobre 2009   | Larnaca     | Cipro-Bulgaria         | 4-1       | Haralambidis (2), Konstantinou, Aloneftis        | Aggelos Anastasiadis | qualificazioni mondiali 2010 |
| 14 ottobre 2009   | Parma       | Italia-Cipro           | 3-2       | Okkas, Mihail                                    | Aggelos Anastasiadis | qualificazioni mondiali 2010 |
| 3 marzo 2010      | Larnaca     | Cipro-Islanda          | 0-0       |                                                  | Aggelos Anastasiadis | amichevole                   |
| 11 agosto 2010    | Larnaca     | Cipro-Andorra          | 1-0       | Konstantinou                                     | Aggelos Anastasiadis | amichevole                   |
| 3 settembre 2010  | Guimaraes   | Portogallo-Cipro       | 4-4       | Aloneftis, Konstantinou, Okkas, Avraam           | Aggelos Anastasiadis | qualificazioni europei 2012  |
| 8 ottobre 2010    | Larnaca     | Cipro-Norvegia         | 1-2       | Okkas                                            | Aggelos Anastasiadis | qualificazioni europei 2012  |
| 12 ottobre 2010   | Copenaghen  | Danimarca-Cipro        | 2-0       |                                                  | Aggelos Anastasiadis | qualificazioni europei 2012  |
| 16 novembre 2010  | Amman       | Giordania-Cipro        | 0-0       |                                                  | Aggelos Anastasiadis | amichevole                   |
| 8 febbraio 2011   | Nicosia     | Cipro-Svezia           | 0-2       |                                                  | Aggelos Anastasiadis | amichevole                   |
| 9 febbraio 2011   | Paralimni   | Cipro-Romania          | 1-1       | Konstantinou                                     | Aggelos Anastasiadis | amichevole                   |
| 26 marzo 2011     | Nicosia     | Cipro-Islanda          | 0-0       |                                                  | Aggelos Anastasiadis | qualificazioni europei 2012  |
| 29 marzo 2011     | Larnaca     | Cipro-Bulgaria         | 0-1       |                                                  | Aggelos Anastasiadis | amichevole                   |
| 10 agosto 2011    | Nicosia     | Cipro-Moldavia         | 3-2       | Avraam (2) - Dobrasinovic                        | Nikolos Nioplias     | amichevole                   |
| 2 settembre 2011  | Nicosia     | Cipro-Portogallo       | 0-4       |                                                  | Nikolos Nioplias     | qualificazioni europei 2012  |
| 6 settembre 2011  | Reykjavik   | Islanda-Cipro          | 1-0       |                                                  | Nikolos Nioplias     | qualificazioni europei 2012  |
| 7 ottobre 2011    | Nicosia     | Cipro-Danimarca        | 1-4       | Avraam                                           | Nikolos Nioplias     | qualificazioni europei 2012  |
| 11 ottobre 2011   | Oslo        | Norvegia-Cipro         | 3-1       | Okkas                                            | Nikolos Nioplias     | qualificazioni europei 2012  |
| 11 novembre 2011  | Larnaca     | Cipro-Scozia           | 1-2       | Christofi                                        | Nikolos Nioplias     | amichevole                   |
| 29 febbraio 2012  | Larnaca     | Cipro-Serbia           | 0-0       | -                                                | Nikolos Nioplias     | amichevole                   |
| 15 agosto 2012    | Sofia       | Bulgaria-Cipro         | 1-0       | -                                                | Nikolos Nioplias     | amichevole                   |
| 7 settembre 2012  | Tirana      | Albania-Cipro          | 3-1       | Laban                                            | Nikolos Nioplias     | qualificazioni mondiali 2014 |
| 11 settembre 2012 | Larnaca     | Cipro-Islanda          | 1-0       | Makridis                                         | Nikolos Nioplias     | qualificazioni mondiali 2014 |
| 12 ottobre 2012   | Maribor     | Slovenia-Cipro         | 2-1       | Aloneftis                                        | Nikolos Nioplias     | qualificazioni mondiali 2014 |
| 16 ottobre 2012   | Larnaca     | Cipro-Norvegia         | 1-3       | Aloneftis                                        | Nikolos Nioplias     | qualificazioni mondiali 2014 |
| 14 novembre 2012  | Nicosia     | Cipro-Finlandia        | 0-3       |                                                  | Nikolos Nioplias     | amichevole                   |
| 6 febbraio 2013   | Nicosia     | Cipro-Serbia           | 1-3       | Makridis                                         | Nikolos Nioplias     | amichevole                   |
| 23 marzo 2013     | Nicosia     | Cipro-Svizzera         | 0-0       |                                                  | Nikolos Nioplias     | qualificazioni mondiali 2014 |
| 8 giugno 2013     | Ginevra     | Svizzera-Cipro         | 1-0       |                                                  | Nikolos Nioplias     | qualificazioni mondiali 2014 |
| 6 settembre 2013  | Oslo        | Norvegia-Cipro         | 2-0       |                                                  | Nikolos Nioplias     | qualificazioni mondiali 2014 |
| 10 settembre 2013 | Nicosia     | Cipro-Slovenia         | 0-2       |                                                  | Nikolos Nioplias     | qualificazioni mondiali 2014 |
| 11 ottobre 2013   | Reykjavik   | Islanda-Cipro          | 2-0       |                                                  | Michalis Hadjipieris | qualificazioni mondiali 2014 |
| 5 marzo 2014      | Nicosia     | Cipro-Irlanda del Nord | 0-0       |                                                  | P. Christodoulou     | amichevole                   |
| 27 maggio 2014    | Saitama     | Giappone-Cipro         | 1-0       |                                                  | P. Christodoulou     | amichevole                   |